# Buell XB12
La Buell XB12 è una motocicletta prodotta dalla casa motociclistica statunitense Buell dal 2003 all'ottobre 2009.

## Descrizione

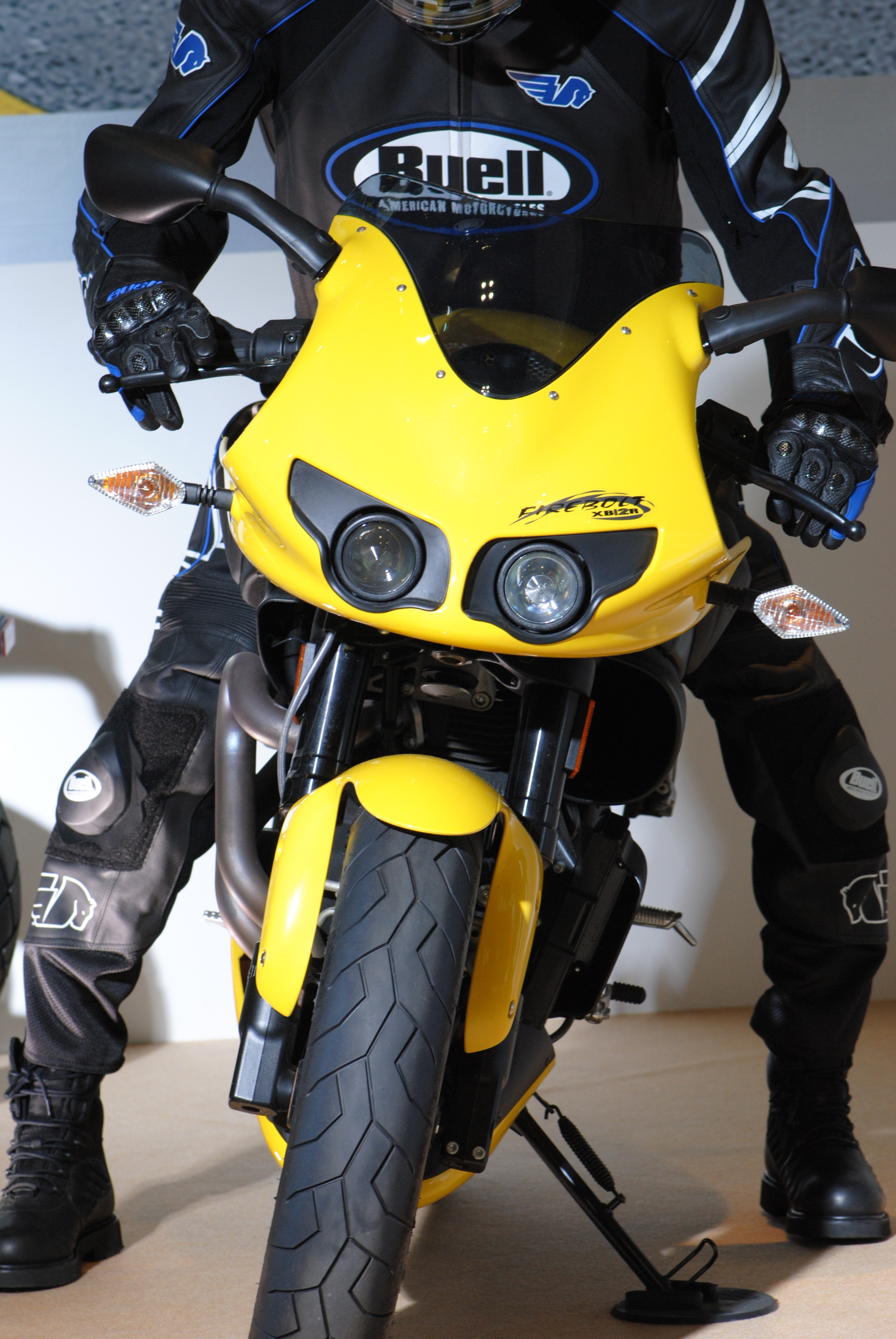
Firebolt XB12R

La moto è spinta da un motore a quattro tempi bicilindrico a V di 45° di origine Harley Davidson, dalla cilindrata totale di 1203 cm³, raffreddato ad aria e olio con rapporto di compressione 10:1. La lubrificazione è a carter secco, con lo scarico che passa sotto il motore con schema 2 in 1. La distribuzione avviene tramite due valvole comandate da aste e bilancieri avente alzavalvole idraulico e compensazione del gioco valvole anch'essa idraulica. Ad alimentarla c'è un sistema a iniezione elettronica di carburante, con corpo farfallato da 49 mm.

Rispetto all'originale motore Harley Davidson e a quello della XB9, ha subìto diverse modifiche: l'alesaggio è rimasto di 88,9 mm, ma la corsa è stata aumentata passando da 79,4 a 96,8 mm, il che ha dato al motore maggior coppia ad un regime di rotazione inferiore. 
Oltre al motore, le modifiche più significative apportate rispetto alla XB9 sono state effettuate al rapporto primario ridotto da 1.68:1 a 1.50:1, una cinghia dentata più robusta da 14 anziché 11 mm e il sistema di scarico attivo denominato Buell InterActive Exhaust. Una valvola posta nel silenziatore posteriore regola il flusso dei gas di scarico in modo da ottimizzare il rumore, l'erogazione della coppia e della potenza. Viene azionato dalla centralina tramite un servocomando in funzione del regime di rotazione del motore e della posizione della valvola a farfalla. Il diametro del collettore di scarico è stato maggiorato passando da 38,1 a 44,5 mm.
Il propulsore è coadiuvato da un cambio a 5 velocità che scarica la potenza attraverso una trasmissione finale a cinghia dentata. Inoltre sono state sostituite le cinghie di distribuzione Gates con delle Goodyear, più resistenti e longeve.
Il sistema frenante all'avantreno è composto da un disco singolo del tipo perimetrale "ZTL" da 375 mm con pinza a 6 pistoncini montato direttamente sul cerchio.

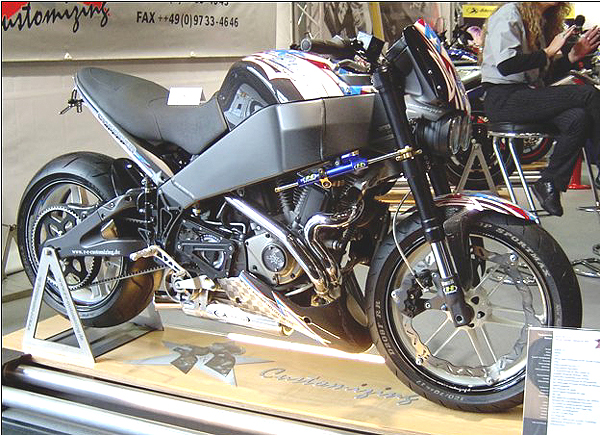
XB12S

Nel 2004 è stata introdotta la prima evoluzione della moto, la Firebolt XB12R, una versione con semi carenatura. Successivamente è arrivata la Lightning XB12S, versione naked con cupolino più piccolo.
Nel 2005 ha debuttato la XB12X Ulysses, versione con elementi in stile enduro (manubrio, paramani, griglia protettiva posta sul faro, gomme tassellate) con altre modifiche meccaniche e tecniche volte all'utilizzo in fuoristrada. Nello stesso anno il diametro della forcella a steli rovesciati è passato da 41 mm a 43 mm.

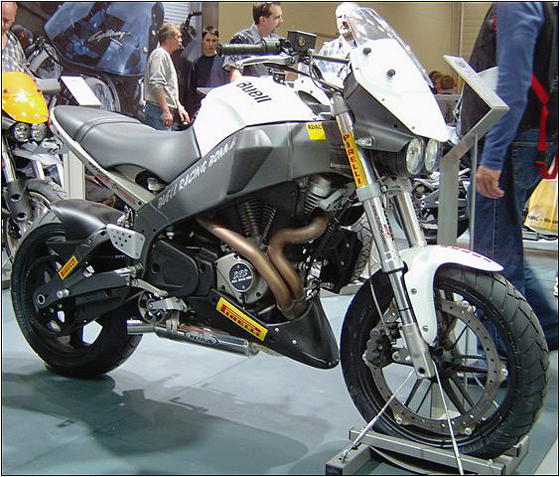
XB12X Ulysse

Nel 2006 sono state apportate ulteriori modifiche. Il forcellone posteriore è stato ridisegnato diventando più rigido del precedente. È stata introdotta la XB12XT Ulysse, dotata di valigie laterali e pneumatici stradali.
Nel 2007 è stato ottimizzazione l'airbox e i precedenti pneumatici Dunlop D208 sono stati sostituiti da Pirelli Diablo T. A giugno dello stesso anno viene introdotta la XB12 Lightning Scg, versione con sella ribassata e altre modifiche.
Nel 2009 le varianti Ulysses ricevono dei piccoli aggiornamenti al motore volti a migliorarne il raffreddamento, diminuire la rumorosità e incrementarne l'affidabilità, con una inedita presa d'aria spostato sul lato destro, nuova mappatura della centralina e differente protezione della ventola di raffreddamento e dei collettori di scarico.